# جاسمین خضری
جاسمین خضری (زاده ۱ ژوئن ۱۹۶۷ در لندن) هنرمند، طراح، تصویرگر و نویسنده آلمانی-ایرانی است.

## زندگی و حرفه
جاسمین خضری در رشته طراحی گرافیک در مدرسه طراحی پارسونز در پاریس و لس آنجلس تحصیل کرد. وی پس از تحصیل در روزنامه زوددویچه تسایتونگ در مونیخ کار کرد و در سال ۱۹۹۳ مدیر هنری مجله جوانان SZ Jetzt شد. او برای طرح ابتکاری که پیشنهاد کرد، جوایز بسیاری را به دست آورد. در سال ۱۹۹۸ وی مدیر هنری مجله آلمانی ماری کلر و در سال ۲۰۰۰ در بخش توسعه خلاقیت‌ها، مدیر شرکت مد پیک و کلاتنبرگ شد. از سال ۲۰۰۲ وی شروع به تصویرگری و نوشتن تحت عنوان (IRMA) کرد. او در IRMA یادداشت‌هایی در باب موضوعات مد، سبک زندگی و زیبایی را در صفحات مجلات زنان و سبک زندگی در آلمان، انگلیس، فرانسه، ایالات متحده و ژاپن ارائه می‌دهد. تصاویر گرافیکی او به‌طور منظم در مجلات بین‌المللی مانند تاتلر، اِل، ماری کلر، کاسموپولیتن، ووگ و گلامور منتشر می‌شود.